# Im Krapfenwald'l

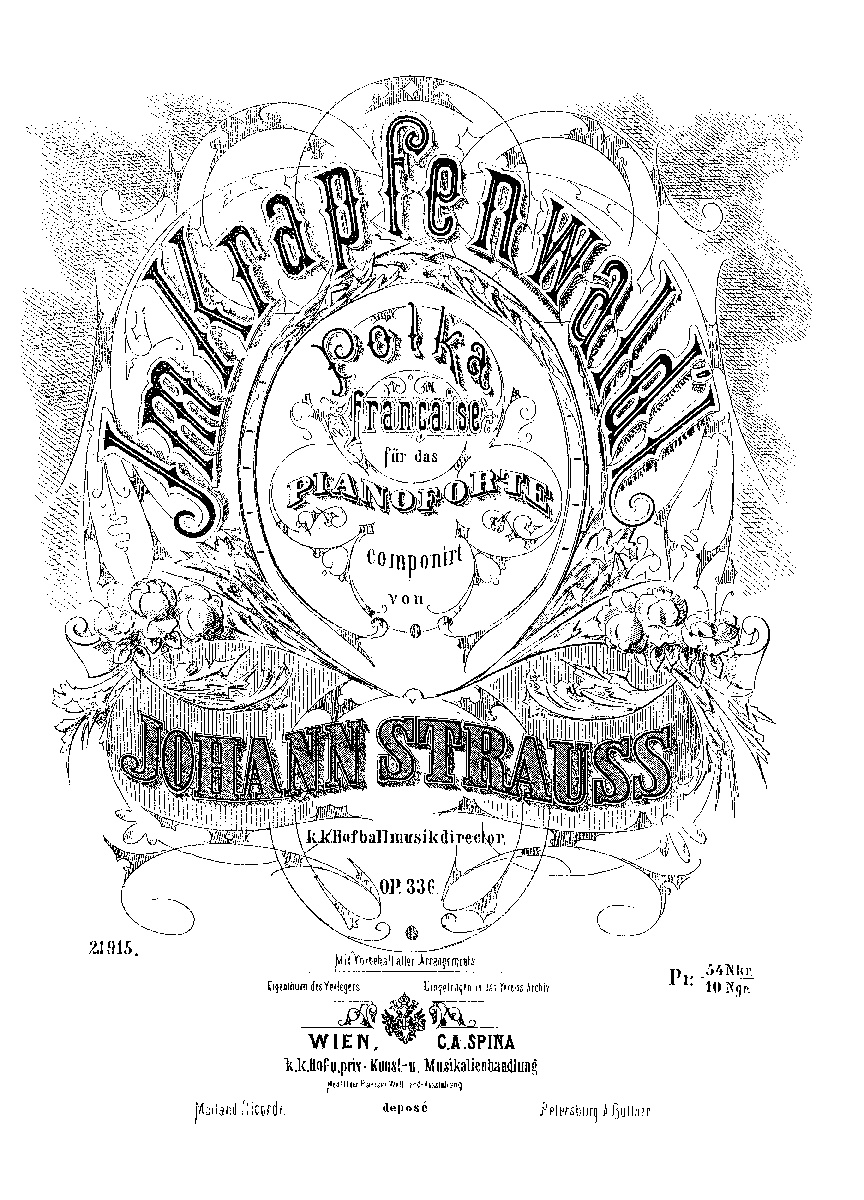
Klaverutdraget till Im Krapfenwald'l.

Im Krapfenwald'l, op. 336, är en polka-francaise av Johann Strauss den yngre. Den framfördes första gången den 6 september 1869 i Pavlovsk i Ryssland.

## Historia
Sommaren 1869 tillbringade Johann Strauss med sin fru Jetty och bror Josef i Pavlovsk utanför Sankt Petersburg. Bröderna turades om att dirigera konserterna i Vauxhall Pavilion. Johann använde fritiden till att promenera omkring i de vackra trädgårdarna och naturomgivningarna. Inspirationen gav honom tillfället att komponera en polka som han presenterade för sina musiker i början av september. De gillade verket och Strauss beslutade att presentera polkan för allmänheten vid en välgörenhetskonsert den 6 september. Polkan, som bar titeln Im Pavlovsk-Walde (I Pavlovsk-skogen), orsakade en sensation och publiken begärde flera omtagningar. Verket publicerades i Ryssland men när Strauss återvände till Wien lade han polkan åt sidan. Det var först den 26 juni 1870 som lillebror Eduard kunde framföra verket vid sin konsert i Volksgarten, då med den mer lokalfärgade titeln Im Krapfenwald'l. 
Skogen Krapfenwald ligger 7 km norr om huvudstaden Wien. På 1700-talet hade Franz Joseph Krapf anlagt värdshuset "Krapfenwaldel" på sluttningen mellan Grinzing och Kahlenberg. Dit gjorde man gärna utflykter på somrarna. Detta förstärktes av omgivningens namn, Krapfen = munkar, sådan man äter och gärna har i matsäcken. Numera är ett friluftsbad anlagt i området. Runt den tid då Johann Strauss var ungefär 3 år gammal hade hans fader, Johann Strauss den äldre, komponerat en vals med titeln Im Krapfen-Waldl-Walzer (op. 12).
I orkestern ingår bland annat en lergök för att imitera göken och i slutet av polkan hörs en hel kakofoni av fågelläten.

## Om polkan
Speltiden är ca 3 minuter och 52 sekunder plus minus några sekunder beroende på dirigentens musikaliska tolkning.